# 삼육보건대학교
삼육보건대학교(三育保健大學校, Sahmyook Health University)는 서울특별시 동대문구에 위치한 사립 전문대학이다. 1936년 미국인 선교사 류제한(George H. Rue) 박사가 설립한 경성요양병원 부속 간호원양성소를 모태로 하고 있으며, 제칠일안식일예수재림교회 계열의 학교법인 삼육학원에 의해 운영된다. 보건의료 분야의 전문 인력을 양성하는 것을 목적으로 하고 있다.
캠퍼스는 서울 삼육서울병원(옛 서울위생병원) 부지 내에 위치하여 병원과 긴밀한 협력을 기반으로 임상실습 등의 교육환경을 갖추고 있다.
삼육보건대학교는 2024년 기준으로 보건의료 및 복지 전문 인력 양성을 목표로 2년제, 3년제, 4년제 과정의 다양한 학과를 운영하고 있다. 학과별 특성과 학제는 다음과 같다:
- 간호학부: 4년제 학사학위 과정으로 운영되며, 전문 간호인력 양성을 목표로 한다. 기독교 정신에 기반한 인성 교육과 전문 실무교육을 병행하며, 삼육서울병원 등 인근 임상기관과의 연계를 통해 현장 중심 교육을 실시한다.
- 치위생과: 3년제 전문학사 과정으로, 구강보건 및 예방치의학에 중점을 두고 구강보건 전문가를 양성한다. 실습 중심의 교과과정이 특징이며, 졸업 후 치위생사 면허 취득이 가능하다.
- 뷰티융합과: 2년제 전문학사 과정으로, 피부미용, 헤어디자인, 메이크업, 네일아트 등 뷰티산업 전반에 대한 융합 교육을 실시한다. 현장 실무능력 배양을 위한 다양한 산학협력 프로그램이 운영된다.
- 사회복지과: 2년제 전문학사 과정으로, 아동·노인·장애인 등 다양한 사회계층을 위한 복지서비스 제공에 필요한 이론과 실무교육을 병행한다. 사회복지사 2급 자격 취득이 가능하다.
- 아동보육과: 2년제 전문학사 과정으로, 보육교사 및 아동발달 전문가를 양성한다. 보육현장 실습 및 놀이중심 교육과정 운영을 통해 실제 보육 현장에 적응할 수 있도록 지원한다.
- 의료정보과: 2년제 전문학사 과정으로, 보건의료 분야의 행정 및 정보기술 전문 인력 양성을 목표로 한다. 의료데이터 관리, 전자의무기록(EMR), 병원행정 등과 관련된 실무 능력을 갖출 수 있도록 교육과정을 편성하고 있다.

이 외에도 삼육보건대학교는 고등학교-전문대학-산업체 연계형 P-TECH(고숙련 일학습병행제) 과정을 운영하며, 산업체 맞춤형 교육과 현장실습을 강화하고 있다. 해당 과정은 뷰티융합과, 의료정보과 등 일부 학과에서 운영 중이다.

## 연혁
- 1936년 4월 : 경성요양병원 부속간호원 양성소로 유제한에 의하여 창립. 초대소장 어네스틴길 소장 취임.
- 1943년 5월 : 양성소 해산
- 1947년 11월 : 8.15 광복 후 서울위생병원이 재개원하여 병원부속간호고등학교로 개칭함.
- 1948년 6월 : 서울위생병원 부속 간호고등학교로 개칭인가.
- 1951년 2월 : 1.4후퇴로 제주도로 피난, 성산포에 임시 개교
- 1951년 9월 : 서울 수복과 동시에 서울로 복귀
- 1952년 3월 : 서울위생병원 부속고등간호학교 제1회, 제2회 합동졸업식
- 1958년 : 서울위생병원부속간호고등기술학교로 문교부 인가[1]
- 1962년 1월 : 서울위생병원 간호학교로 개칭인가[2]
- 1973년 12월 : 서울위생간호학교를 위생간호전문학교로 승격 인가
- 1977년 11월 : 삼육간호전문학교로 교명변경
- 1978년 12월 : 삼육간호전문대학으로 승격
- 1984년 3월 : 서울 노원구 공릉동 223의 삼육대학교 구내에서 강의
- 1990년 12월 : 신축교사 준공
- 1991년 3월 : 서울 동대문구 휘경2동 29-1에서 강의
- 1997년 1월 : 교사 1개동 증축
- 1998년 6월 : 삼육간호보건대학으로 교명 변경
- 1999년 4월 : 교사 9개동 증축
- 2003년 4월 : 도서관 및 체육관 준공
- 2007년 5월 : 삼육보건대학으로 교명 변경
- 2007년 7월 : 도서관 개축 (백송관)
- 2008년 12월 : 학생회관 리모델링
- 2012년 4월 : 삼육보건대학교로 교명 변경
- 2016년 4월 : 개교 80주년 행사
- 2023년 10월 : 간호학부 시뮬레이션센터 개관
- 2024년 11월 : 국제관 개관

## 개설학과
| 4년제      | 3년제      | 2년제                                                                           |
| ---------- | ---------- | ------------------------------------------------------------------------------- |
| - 간호학과 | - 치위생과 | - 뷰티융합과 - 사회복지과 - 아동보육과 - 의료정보과 - 자유전공과 - 글로벌융합과 |